# 伊利亞德冰川
64°27′S 63°27′W / 64.450°S 63.450°W
伊利亞德冰川（英語：Iliad Glacier）是南極洲的冰川，位於帕默群島的昂韋爾島中部，流經亞該亞山脈和特洛伊山脈，最終注入拉佩雷爾灣，在1955年由英國探險隊測量。